# حسن أبو شرارة
حسن أبو شرارة (مواليد 3 مايو 1997)، لاعب كرة قدم سعودي، يلعب في نادي ضمك كجناح.

## المسيرة الكروية
في 7 يونيو 2023 انضم أبو شرارة إلى فريق ضمك في دوري المحترفين بعقد لمدة عامين.

## روابط خارجية
- حسن أبو شرارة على موقع قاعدة بيانات كرة القدم.إي يو (الإنجليزية)
- حسن أبو شرارة على موقع Soccerway.com (الإنجليزية)
- حسن أبو شرارة على موقع كووورة